# Druhá vláda Wincentyho Witose
Druhá vláda Wincentyho Witose  byla jedenáctou vládou Druhé Polské republiky pod vedením Wincentyho Witose. Kabinet byl jmenován 28. května 1923 prezidentem Stanisławem Wojciechowským poté, co strany, jež se dohodly na jeho vytvoření svrhly předchozí Sikorského vládu. Kabinet podal demisi 14. prosince 1923 po rozporech uvnitř premiérovy Polské lidové strany Piast.
Vláda zrušila Ministerstvo pošt a telegrafů a Ministerstvo veřejného zdraví a zřídila Ministerstvo zemědělských reforem.

## Okolnosti vzniku vlády
Po celou dobu působení předchozí Sikorského vlády se odehrávala jednání mezi pravicí a Polskou lidovou stranou Piast, kterých se mj. zúčastnili Wincenty Witos, Stanisław Głąbiński nebo senátor PSL Piast Ludwik Hammerling. Jednání se účastnili také zástupci křesťanských demokratů a křesťanských národovců, kteří byli proti zemědělské reformě navrhované PSL Piast. V parlamentním klubu PSL Piast se zase skupina okolo Jana Dąbského bránila spolupráci s pravicí. V březnu 1923 Ústřední výbor PSL Piast odmítl koalici strany s levicí a slovanskými národnostními menšinami. Jedinou možností tak bylo spojení s pravicí, jež v dubnu schválil i parlamentní klub strany.
Dne 17. května 1923 byl v bytě senátora Juliana Zdanowského podepsán lanckoronský pakt, nazvaný podle místa dřívějších častých jednání. Po podpisu dohody zástupci PSL Piast, Lidově-národního svazu a křesťanských demokratů (křesťanští-národovci odmítli kompromis zemědělské reformy, ale přislíbili vládě podporu) zůstávala ještě možnost zapojení Národní strany dělnické. Její sjezd 20.-21. května 1923 o zapojení do nové středopravicové parlamentní většiny nerozhodl.
Za takové situace se PSL Piast a Křesťanský svaz národní jednoty rozhodly svrhnout Sikorského kabinet. Premiér Sikorski předložil Sejmu návrh rozpočtového provizoria a hlasování o něm mělo posloužit jako hlasování o důvěře vládě. K hlasování došlo 26. května. Na stranu vlády se postavily Polská socialistická strana a Polská lidová strana Wyzwolenie, protože nechtěly dopustit vládu pravice. Proti vládě se vyslovilo 279 poslanců, pro hlasovalo 117 poslanců. V návaznosti na hlasování vystoupila Dąbského skupina, jež hlasovala pro Sikorského vládu, z PSL Piast a založila parlamentní klub PSL Lidová jednota.

## Složení vlády
| Portfej                                    | Ministr / člen vlády           | Strana    | Nástup do úřadu  | Odchod z úřadu    |
| ------------------------------------------ | ------------------------------ | --------- | ---------------- | ----------------- |
| Předseda vlády                             | Wincenty Witos                 | PSL Piast | 28. května 1923  | 14. prosince 1923 |
| Místopředseda vlády                        | Stanisław Głąbiński            | ZLN       | 28. května 1923  | 27. října 1923    |
| Místopředseda vlády                        | Wojciech Korfanty              | PSChD     | 27. října 1923   | 14. prosince 1923 |
| Ministr vnitra                             | Władysław Kiernik              | PSL Piast | 28. května 1923  | 14. prosince 1923 |
| Ministr zahraničí                          | Marian Seyda                   | ZLN       | 28. května 1923  | 27. října 1923    |
| Ministr zahraničí                          | Roman Dmowski                  | ZLN       | 27. října 1923   | 14. prosince 1923 |
| Ministr vojenství                          | Aleksander Osiński (úřadující) | nestraník | 28. května 1923  | 13. června 1923   |
| Ministr vojenství                          | Stanisław Szeptycki            | nestraník | 13. června 1923  | 14. prosince 1923 |
| Ministr spravedlnosti                      | Stanisław Nowodworski          | PSChD     | 28. května 1923  | 14. prosince 1923 |
| Ministr náboženství a veřejného vzdělávání | Stanisław Głąbiński            | ZLN       | 28. května 1923  | 27. října 1923    |
| Ministr náboženství a veřejného vzdělávání | Stanisław Grabski              | ZLN       | 27. října 1923   | 14. prosince 1923 |
| Ministr státního pokladu                   | Władysław Grabski              | ZLN       | 28. května 1923  | 1. července 1923  |
| Ministr státního pokladu                   | Hubert Linde                   | nestraník | 1. července 1923 | 1. září 1923      |
| Ministr státního pokladu                   | Władysław Kucharski            | ZLN       | 1. září 1923     | 14. prosince 1923 |
| Ministr průmyslu a obchodu                 | Władysław Kucharski            | ZLN       | 28. května 1923  | 1. září 1923      |
| Ministr průmyslu a obchodu                 | Marian Szydłowski              | PSL Piast | 1. září 1923     | 14. prosince 1923 |
| Ministr zemědělství                        | Jerzy Gościcki                 | nestraník | 28. května 1923  | 27. října 1923    |
| Ministr zemědělství                        | Alfred Chłapowski              | ChNSR     | 1. září 1923     | 14. prosince 1923 |
| Ministr železnic                           | Leon Karliński                 | nestraník | 28. května 1923  | 14. září 1923     |
| Ministr železnic                           | Adam Nosowicz                  | nestraník | 14. září 1923    | 14. prosince 1923 |
| Ministr pošt a telegrafů                   | Jan Moszczyński                | nestraník | 28. května 1923  | 5. prosince 1923  |
| Ministr veřejných prací                    | Jan Łopuszański                | nestraník | 28. května 1923  | 14. prosince 1923 |
| Ministr práce a sociální péče              | Ludwik Darowski                | nestraník | 28. května 1923  | 1. září 1923      |
| Ministr práce a sociální péče              | Stefan Smólski                 | nestraník | 1. září 1923     | 14. prosince 1923 |
| Ministr veřejného zdraví                   | Jerzy Bujalski (úřadující)     | nestraník | 28. května 1923  | 14. prosince 1923 |
| Ministr zemědělských reforem               | Stanisław Osiecki              | PSL Piast | 28. května 1923  | 14. prosince 1923 |